# Camilla Høeg
Camilla Høeg Jørgensen (født 17. august 1978 i Virum) er en tidligere dansk håndboldspiller som spillede dels i VSH (Virum-Sorgenfri Håndboldklub) samt FCK. Hun har desuden været boligekspert i Go' morgen Danmark samt været vært på TV3 programmet "Hjælp mit hus skal sælges"
Camilla Høeg har tidligere været gift med den danske badmintonspiller Peter Gade, med hvem hun har to døtre, Nanna og Alma. Siden 2014 har Camilla Høeg  dannet par med børsmægleren William Eduard Høeg Jørgensen med hvem hun bliv gift i 2016 og fik datteren Luna Høeg Jørgensen i 2017 - Paret bor i Virum nord for København.
 Der er for få eller ingen kildehenvisninger i denne artikel, hvilket er et problem. Du kan hjælpe ved at angive troværdige kilder til de påstande, som fremføres i artiklen.